# Bouwmeester van het Brussels Hoofdstedelijk Gewest
De bouwmeester van het Brussels Hoofdstedelijk Gewest (Frans: maître architecte pour la Région bruxelloise, afgekort BMA) is een persoon, omringd door een team, belast met het bijstaan van bouwheren in het Brussels Hoofdstedelijk Gewest om de architecturale, stedenbouwkundige en landschappelijke kwaliteit van de projecten te waarborgen. Het gaat voornamelijk om projecten waarbij de federale overheid, een afdeling van de gewestelijke overheid of lokale overheden opdrachtgever zijn, al kan de Brussels bouwmeester ook meewerken aan projecten met private opdrachtgevers.
De Brusselse bouwmeester werd gemodelleerd naar het voorbeeld van de Vlaams Bouwmeester en de stadsbouwmeester van Antwerpen. In december 2009 werd het ambt van de eerste bouwmeester ingesteld met de benoeming van Olivier Bastin, oprichter en architect bij L'Escaut Architectures en docent aan La Cambre. Van 2009 tot en met 2014 begeleidde hij, of vervulde hij een of andere rol in meer dan 230 projecten in het Brussels Hoofdstedelijk Gewest. Zijn ambtstermijn liep af in november 2014, wat aanleiding was voor een tentoonstelling en boek over het verloop van die ambtsperiode en de invulling en evolutie van het bouwmeesterschap. In december 2014 werd Kristiaan Borret, voorheen al Antwerps stadsbouwmeester, aangeduid als zijn opvolger. In 2020 werd hij herbevestigd.